# Platydesmus nicaraguanus
Platydesmus nicaraguanus är en mångfotingart som beskrevs av Chamberlin 1925. Platydesmus nicaraguanus ingår i släktet Platydesmus och familjen Platydesmidae. Inga underarter finns listade i Catalogue of Life.